# Треугольник Рёло

Треугольник Рёло

Построение треугольника Рёло

Треугольник Рёло́ представляет собой область пересечения трёх равных кругов с центрами в вершинах правильного треугольника и радиусами, равными его стороне. Негладкая замкнутая кривая, ограничивающая эту фигуру, также называется треугольником Рёло.
Треугольник Рёло является простейшей после круга фигурой постоянной ширины.
То есть если к треугольнику Рёло провести пару параллельных опорных прямых, то расстояние между ними не будет зависеть от выбранного направления. Это расстояние называется шириной треугольника Рёло.
Среди прочих фигур постоянной ширины треугольник Рёло выделяется рядом экстремальных свойств: наименьшей площадью, наименьшим возможным углом при вершине, наименьшей симметричностью относительно центра. Треугольник получил распространение в технике — на его основе были созданы кулачковые и грейферные механизмы, роторно-поршневой двигатель Ванкеля и даже дрели, позволяющие сверлить (фрезеровать) квадратные отверстия.
Название фигуры происходит от фамилии немецкого механика Франца Рёло. Он, вероятно, был первым, кто исследовал свойства этого так называемого криволинейного треугольника; также он использовал его в своих механизмах.

## История

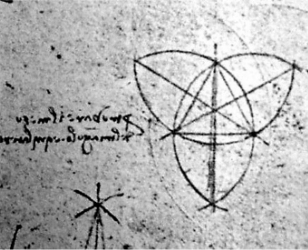
Леонардо да Винчи, манускрипт A, фрагмент листа 15v

Рёло не является первооткрывателем этой фигуры, хотя он и подробно исследовал её. В частности, он рассматривал вопрос о том, сколько контактов (в кинематических парах) необходимо, чтобы предотвратить движение плоской фигуры, и на примере искривлённого треугольника, вписанного в квадрат, показал, что даже трёх контактов может быть недостаточно для того, чтобы фигура не вращалась.
Некоторые математики считают, что первым продемонстрировал идею треугольника из равных дуг окружности Леонард Эйлер в XVIII веке. Тем не менее подобная фигура встречается и раньше, в XV веке: её использовал в своих рукописях Леонардо да Винчи. Треугольник Рёло есть в его манускриптах A и B, хранящихся в Институте Франции, а также в Мадридском кодексе.

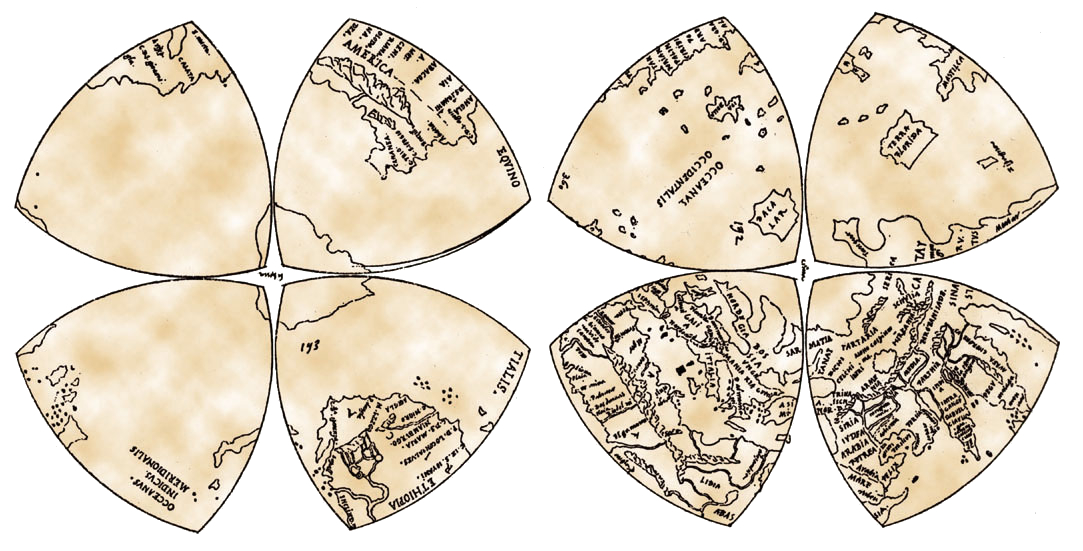
Mappamundi. Леонардо да Винчи, примерно 1514 год

Примерно в 1514 году Леонардо да Винчи создал одну из первых в своём роде карт мира. Поверхность земного шара на ней была разделена экватором и двумя меридианами (угол между плоскостями этих меридианов равен 90°) на восемь сферических треугольников, которые были показаны на плоскости карты треугольниками Рёло, собранными по четыре вокруг полюсов.
Ещё раньше, в XIII веке, создатели церкви Богоматери в Брюгге использовали треугольник Рёло в качестве формы для некоторых окон.

## Свойства
Треугольник Рёло является плоской выпуклой геометрической фигурой.

### Основные геометрические характеристики
Если ширина треугольника Рёло равна {\displaystyle a}, то его площадь равна
{\displaystyle S={{1} \over {2}}\left(\pi -{\sqrt {3}}\right)\cdot a^{2},}
периметр
{\displaystyle p=\pi a,}
радиус вписанной окружности
{\displaystyle r=\left(1-{{1} \over {\sqrt {3}}}\right)\cdot a,}
а радиус описанной окружности
{\displaystyle R={{a} \over {\sqrt {3}}}}.

#### Симметрия
Треугольник Рёло обладает осевой симметрией. Он имеет три оси симметрии второго порядка, каждая из которых проходит через вершину треугольника и середину противоположной дуги, а также одну ось симметрии третьего порядка, перпендикулярную плоскости треугольника и проходящую через его центр. Таким образом, группа симметрий треугольника Рёло состоит из шести отображений (включая тождественное) и совпадает с группой {\displaystyle D_{3}} симметрий правильного треугольника.

#### Построение циркулем
Треугольник Рёло можно построить с помощью одного только циркуля, не прибегая к линейке. Это построение сводится к последовательному проведению трёх равных окружностей. Центр первой выбирается произвольно, центром второй может быть любая точка первой окружности, а центром третьей — любая из двух точек пересечения первых двух окружностей.

### Свойства, общие для всех фигур постоянной ширины
Поскольку треугольник Рёло является фигурой постоянной ширины, он обладает всеми общими свойствами фигур этого класса. В частности,
- с каждой из своих опорных прямых треугольник Рёло имеет лишь по одной общей точке[14];
- расстояние между двумя любыми точками треугольника Рёло ширины {\displaystyle a} не может превышать {\displaystyle a}[15];
- отрезок, соединяющий точки касания двух параллельных опорных прямых к треугольнику Рёло, перпендикулярен к этим опорным прямым[16];
- через любую точку границы треугольника Рёло проходит по крайней мере одна опорная прямая[17];
- через каждую точку {\displaystyle P} границы треугольника Рёло проходит объемлющая его окружность радиуса {\displaystyle a}[* 4], причём опорная прямая, проведённая к треугольнику Рёло через точку {\displaystyle P}, является касательной к этой окружности[18];
- радиус окружности, имеющей не меньше трёх общих точек с границей треугольника Рёло ширины {\displaystyle a}, не превышает {\displaystyle a}[19];
- по теореме Ханфрида Ленца[нем.] о множествах постоянной ширины треугольник Рёло нельзя разделить на две фигуры, диаметр которых был бы меньше ширины самого треугольника[20][21];
- треугольник Рёло, как и любую другую фигуру постоянной ширины, можно вписать в квадрат[22], а также в правильный шестиугольник[23];
- по теореме Барбье формула периметра треугольника Рёло справедлива для всех фигур постоянной ширины[24][25][26].

### Экстремальные свойства

#### Наименьшая площадь
Среди всех фигур постоянной ширины {\displaystyle a} у треугольника Рёло наименьшая площадь. Это утверждение носит название теоремы Бляшке — Лебега (по фамилиям немецкого геометра Вильгельма Бляшке, опубликовавшего теорему в 1915 году, и французского математика Анри Лебега, который сформулировал её в 1914 году). В разное время варианты её доказательства предлагали Мацусабуро Фудзивара (1927 и 1931 год), Антон Майер (1935 год), Гарольд Эгглстон (1952 год), Абрам Безикович (1963 год), Дональд Чакериан (1966 год), Эванс Харрелл (2002 год) и другие математики.
Чтобы найти площадь треугольника Рёло, можно сложить площадь внутреннего равностороннего треугольника
{\displaystyle S_{\triangle }={{\sqrt {3}} \over {4}}\cdot a^{2}}
и площадь трёх оставшихся одинаковых круговых сегментов, опирающихся на угол в 60°
{\displaystyle S_{seg}={{a^{2}} \over {2}}\left({{\pi } \over {3}}-\sin {{\pi } \over {3}}\right)={\left({{\pi } \over {6}}-{{\sqrt {3}} \over {4}}\right)\cdot a^{2}},}
то есть
{\displaystyle S_{rt}=S_{\triangle }+3S_{seg}={{1} \over {2}}\left(\pi -{\sqrt {3}}\right)\cdot a^{2}=a^{2}\cdot 0{,}70477\ldots }
Фигура, обладающая противоположным экстремальным свойством — круг. Среди всех фигур данной постоянной ширины его площадь
{\displaystyle S_{\bigcirc }=a^{2}\cdot {{\pi } \over {4}}=a^{2}\cdot 0{,}78539\ldots }
максимальна. Площадь соответствующего треугольника Рёло меньше на ≈10,27 %. В этих пределах лежат площади всех остальных фигур данной постоянной ширины.

#### Наименьший угол
Через каждую вершину треугольника Рёло, в отличие от остальных его граничных точек, проходит не одна опорная прямая, а бесконечное множество опорных прямых. Пересекаясь в вершине, они образуют «пучок». Угол между крайними прямыми этого «пучка» называется углом при вершине. Для фигур постоянной ширины угол при вершинах не может быть меньше 120°. Единственная фигура постоянной ширины, имеющая углы, равные в точности 120° — это треугольник Рёло.

#### Наименьшая центральная симметрия

Треугольник Рёло (бежевый) и его образ при центральной симметрии относительно своего центра (заштрихован). Наибольшая центрально-симметричная фигура, в нём содержащаяся (криволинейный шестиугольник), и наименьшая центрально-симметричная выпуклая, его содержащая (правильный шестиугольник) выделены жирной линией

Из всех фигур постоянной ширины треугольник Рёло обладает центральной симметрией в наименьшей степени. Существует несколько различных способов дать определение степени симметричности фигуры. Один из них — это мера Ковнера — Безиковича. В общем случае для выпуклой фигуры {\displaystyle C} она равна
{\displaystyle \sigma (C)={{\mu (A)} \over {\mu (C)}},}
где {\displaystyle \mu } — площадь фигуры, {\displaystyle A} — содержащаяся в {\displaystyle C} центрально-симметричная выпуклая фигура максимальной площади. Для треугольника Рёло такой фигурой является шестиугольник с искривлёнными сторонами, представляющий собой пересечение этого треугольника Рёло со своим образом при центральной симметрии относительно своего центра. Мера Ковнера — Безиковича для треугольника Рёло равна
{\displaystyle \sigma ={{6\arccos {\left({{5+{\sqrt {33}}} \over {12}}\right)}+{\sqrt {3}}-{\sqrt {11}}} \over {\pi -{\sqrt {3}}}}=0{,}84034\ldots }
Другой способ — это мера Эстерманна
{\displaystyle \tau (C)={{\mu (C)} \over {\mu (B)}},}
где {\displaystyle B} — содержащая {\displaystyle C} центрально-симметричная фигура минимальной площади. Для треугольника Рёло {\displaystyle B} — это правильный шестиугольник, поэтому мера Эстерманна равна
{\displaystyle \tau ={{\pi -{\sqrt {3}}} \over {\sqrt {3}}}=0{,}81379\ldots }
Для центрально-симметричных фигур меры Ковнера — Безиковича и Эстерманна равны единице. Среди фигур постоянной ширины центральной симметрией обладает только круг, который (вместе с треугольником Рёло) и ограничивает область возможных значений их симметричности.

### Качение по квадрату

Качение треугольника Рёло по квадрату

Любая фигура постоянной ширины вписана в квадрат со стороной, равной ширине фигуры, причём направление сторон квадрата может быть выбрано произвольно. Треугольник Рёло — не исключение, он вписан в квадрат и может вращаться в нём, постоянно касаясь всех четырёх сторон.
Каждая вершина треугольника при его вращении «проходит» почти весь периметр квадрата, отклоняясь от этой траектории лишь в углах — там вершина описывает дугу эллипса. Центр этого эллипса расположен в противоположном углу квадрата, а его больша́я и малая оси повёрнуты на угол в 45° относительно сторон квадрата и равны
{\displaystyle a\cdot \left({\sqrt {3}}\pm 1\right),}
где {\displaystyle a} — ширина треугольника. Каждый из четырёх эллипсов касается двух смежных сторон квадрата на расстоянии
{\displaystyle a\cdot \left(1-{{\sqrt {3}} \over {2}}\right)=a\cdot 0{,}13397\ldots }
от угла.
| | |
| Эллипс (выделен красным цветом), очерчивающий один из углов фигуры (её граница выделена чёрным цветом), которую покрывает треугольник Рёло при вращении в квадрате | Угол покрываемой вращением фигуры. Подписаны точки касания сторон квадрата с эллипсом. Светло-жёлтым показан не затронутый вращением угол квадрата |

Центр треугольника Рёло при вращении движется по траектории, составленной из четырёх одинаковых дуг эллипсов. Центры этих эллипсов расположены в вершинах квадрата, а оси повёрнуты на угол в 45° относительно сторон квадрата и равны
{\displaystyle a\cdot \left(1\pm {{1} \over {\sqrt {3}}}\right)}.
Иногда для механизмов, реализующих на практике такое вращение треугольника, в качестве траектории центра выбирают не склейку из четырёх дуг эллипсов, а близкую к ней окружность.
| | |
| Эллипс (выделен красным цветом), очерчивающий одну четвёртую кривой, по которой движется центр треугольника Рёло при вращении в квадрате | Траектория центра треугольника Рёло при вращении в квадрате. Выделены точки сопряжения четырёх дуг эллипсов. Для сравнения показана окружность (синим цветом), проходящая через эти же четыре точки |

Площадь каждого из четырёх не затронутых вращением уголков равна
{\displaystyle \beta =a^{2}\cdot \left(1-{{\sqrt {3}} \over {2}}-{{\pi } \over {24}}\right)}
и, вычитая их из площади квадрата, можно получить площадь фигуры, которую образует треугольник Рёло при вращении в нём
{\displaystyle a^{2}-4\beta =a^{2}\cdot \left(2{\sqrt {3}}+{{\pi } \over {6}}-3\right)=a^{2}\cdot 0{,}98770\ldots }
Разница с площадью квадрата составляет ≈1,2 %, поэтому на основе треугольника Рёло создают свёрла, позволяющие получать почти квадратные отверстия.

## Применение

### Сверление квадратных в сечении к оси фрезы отверстий
«Мы все слыхали о гаечных ключах, приспособленных для гаек с левой резьбой, завязанных в узел водопроводных трубах и бананах из чугуна. Мы считали подобные вещи смешными безделушками и отказывались даже верить, что они когда-нибудь встретятся нам в действительности. И вдруг появляется инструмент, позволяющий сверлить квадратные отверстия!»
Фреза с сечением в виде треугольника Рёло и режущими лезвиями, совпадающими с его вершинами, позволяет получать почти квадратные отверстия. Отличие таких отверстий от квадрата в сечении состоит лишь в немного скруглённых углах. Другая особенность подобной фрезы заключается в том, что его ось при вращении не должна оставаться на месте, как это происходит в случае традиционных спиральных свёрл, а описывает в плоскости сечения кривую, состоящую из четырёх дуг эллипсов. Поэтому патрон, в котором зажата фреза, и крепление инструмента не должно препятствовать этому движению.
Впервые реализовать подобную конструкцию крепления инструмента удалось Гарри Уаттсу, английскому инженеру, работавшему в США. Для этого он использовал направляющую пластину с отверстием в виде квадрата, в котором могло радиально перемещаться сверло, зажатое в «плавающем патроне». Патенты на патрон и сверло были получены Уаттсом в 1917 году. Продажу новых дрелей осуществляла фирма Watts Brothers Tool Works. Ещё один патент США на похожее изобретение был выдан в 1978 году.

### Двигатель Ванкеля

Схема работы двигателя Ванкеля

Другой пример использования можно найти в двигателе Ванкеля: ротор этого двигателя выполнен в виде треугольника Рёло. Он вращается внутри камеры, поверхность которой выполнена по эпитрохоиде. Вал ротора жёстко соединён с зубчатым колесом, которое сцеплено с неподвижной шестернёй. Такой трёхгранный ротор обкатывается вокруг шестерни, всё время касаясь вершинами внутренних стенок двигателя и образуя три области переменного объёма, каждая из которых по очереди является камерой сгорания. Благодаря этому двигатель выполняет три полных рабочих цикла за один оборот.
Двигатель Ванкеля позволяет осуществить любой четырёхтактный термодинамический цикл без применения механизма газораспределения. Смесеобразование, зажигание, смазка, охлаждение и пуск в нём принципиально такие же, как у обычных поршневых двигателей внутреннего сгорания.

### Грейферный механизм

Рамочно-кулачковый грейферный механизм кинопроектора «Луч-2»

Ещё одно применение треугольника Рёло в механике — это грейферный механизм, осуществляющий покадровое перемещение плёнки в кинопроекторах. Грейфер проектора «Луч-2», например, основан на треугольнике Рёло, который вписан в рамку-квадрат, закреплённую на двойном параллелограмме. Вращаясь вокруг вала привода, треугольник двигает рамку с расположенным на ней зубом. Зуб входит в перфорацию киноплёнки, протаскивает её на один кадр вниз и выходит обратно, поднимаясь затем к началу цикла. Его траектория тем ближе к квадрату, чем ближе к вершине треугольника закреплён вал (идеально квадратная траектория позволила бы проецировать кадр в течение ¾ цикла).
Существует и другая конструкция грейфера, также основанная на треугольнике Рёло. Как и в первом случае, рамка этого грейфера совершает возвратно-поступательное движение, однако её двигает не один, а два кулачка, работа которых синхронизирована с помощью зубчатой передачи.

### Крышки для люков
В форме треугольника Рёло можно изготавливать крышки для люков — благодаря постоянной ширине они не могут провалиться в люк.
В Сан-Франциско, для системы рекуперирования воды корпуса люков имеют форму треугольника Рёло, но их крышки имеют форму равносторонних треугольников.

### Кулачковый механизм
Треугольник Рёло использовался в кулачковых механизмах некоторых паровых двигателей начала XIX века. В этих механизмах вращательное движение кривошипа поворачивает треугольник Рёло, прикреплённый к толкателю передаточными рычагами, что заставляет толкатель совершать возвратно-поступательное движение. По терминологии Рёло, это соединение образует «высшую» кинематическую пару, поскольку контакт звеньев происходит по линии, а не по поверхности. В подобных кулачковых механизмах толкатель при достижении крайнего правого или левого положения остаётся некоторое конечное время неподвижен.
Треугольник Рёло ранее широко применялся в кулачковых механизмах швейных машин зигзагообразной строчки. Некоторые типы грейферного механизма в кинотехнике также основаны на кулачке в форме треугольника Рёло.
В качестве кулачка треугольник Рёло использовали немецкие часовые мастера в механизме наручных часов A. Lange & Söhne «Lange 31».

### Каток

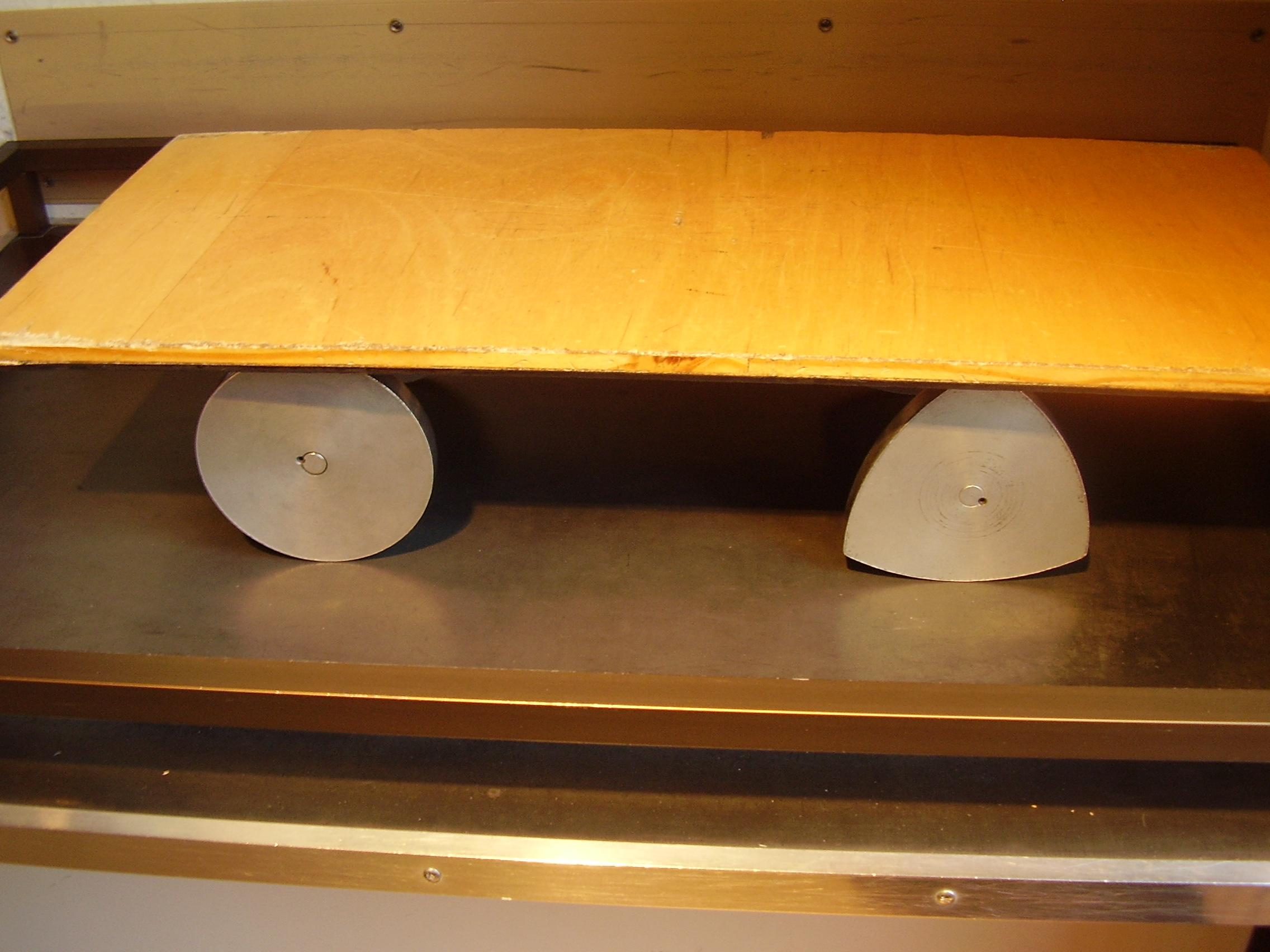
Катки с сечением в виде круга и треугольника Рёло. Немецкий технический музей

Для перемещения тяжёлых предметов на небольшие расстояния можно использовать не только колёсные, но и более простые конструкции, например, цилиндрические катки. Для этого груз нужно расположить на плоской подставке, установленной на катках, а затем толкать его. По мере освобождения задних катков их необходимо переносить и класть спереди. Такой способ транспортировки человечество использовало до изобретения колеса.
При этом перемещении важно, чтобы груз не двигался вверх и вниз, так как тряска потребует дополнительных усилий от толкающего. Для того, чтобы движение по каткам было прямолинейным, их сечение должно представлять собой фигуру постоянной ширины. Чаще всего сечением был круг, ведь катками служили обыкновенные брёвна. Однако сечение в виде треугольника Рёло будет ничуть не хуже[прояснить] и позволит передвигать предметы столь же прямолинейно.
Несмотря на то, что катки в форме треугольника Рёло позволяют плавно перемещать предметы, такая форма не подходит для изготовления колёс, поскольку треугольник Рёло не имеет фиксированной оси вращения.

### Плектр

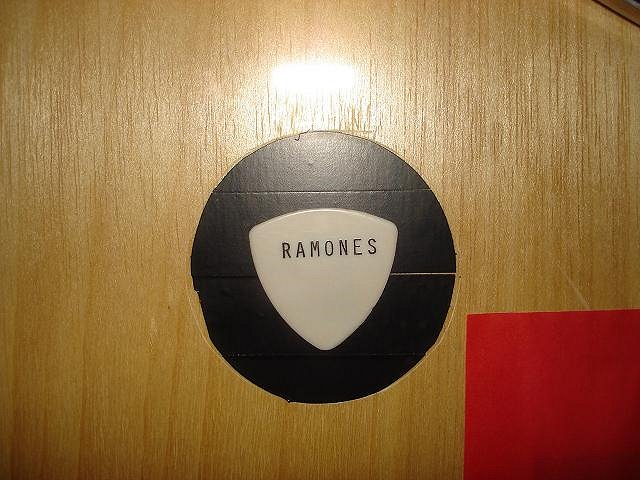
Плектр Джонни Рамона

Треугольник Рёло — распространённая форма плектра (медиатора): тонкой пластинки, предназначенной для игры на струнных щипковых музыкальных инструментах.

### В дизайне
Треугольник Рёло используется как элемент логотипов компаний и организаций, например: FINA (Petrofina), Bavaria, Колорадская горная школа.
В США система национальных троп и система велосипедных маршрутов оформлены с помощью треугольников Рёло.
Форма центральной кнопки смартфона Samsung Corby представляет собой треугольник Рёло, вложенный в серебристое обрамление такой же формы. Центральная кнопка, по мнению экспертов, является главным элементом дизайна лицевой стороны Corby.

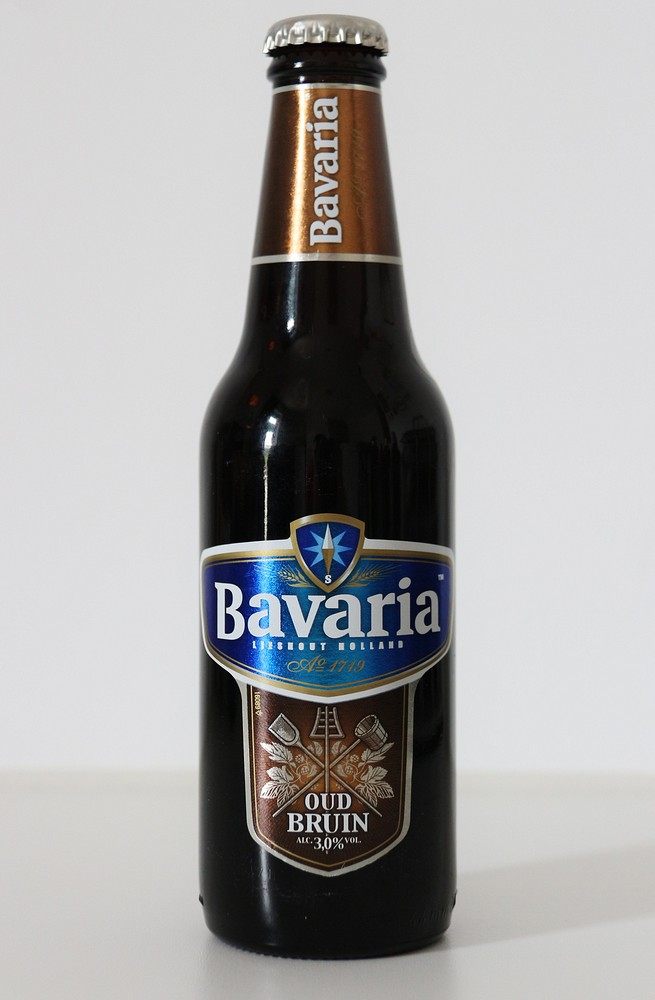
Bavaria
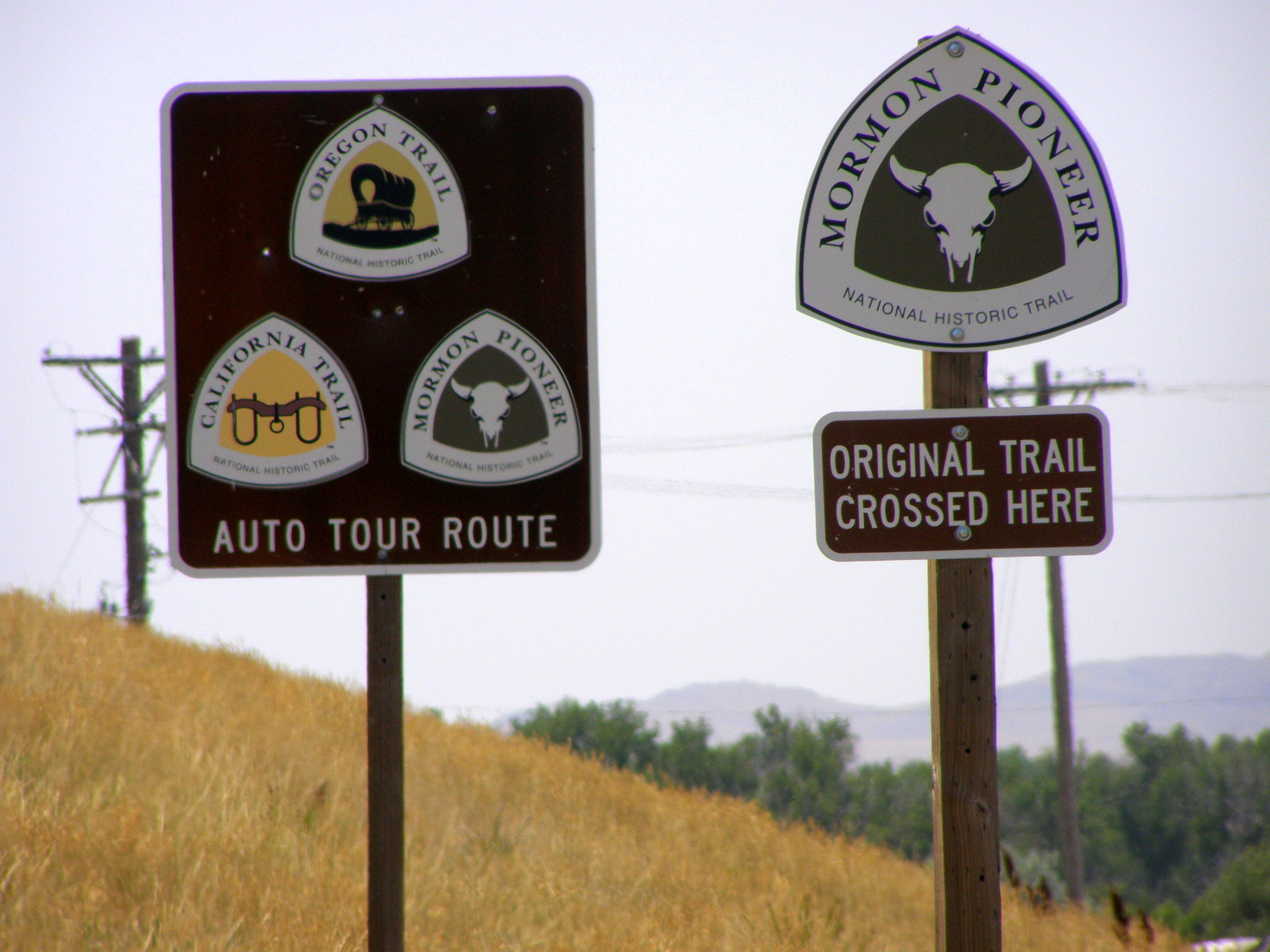
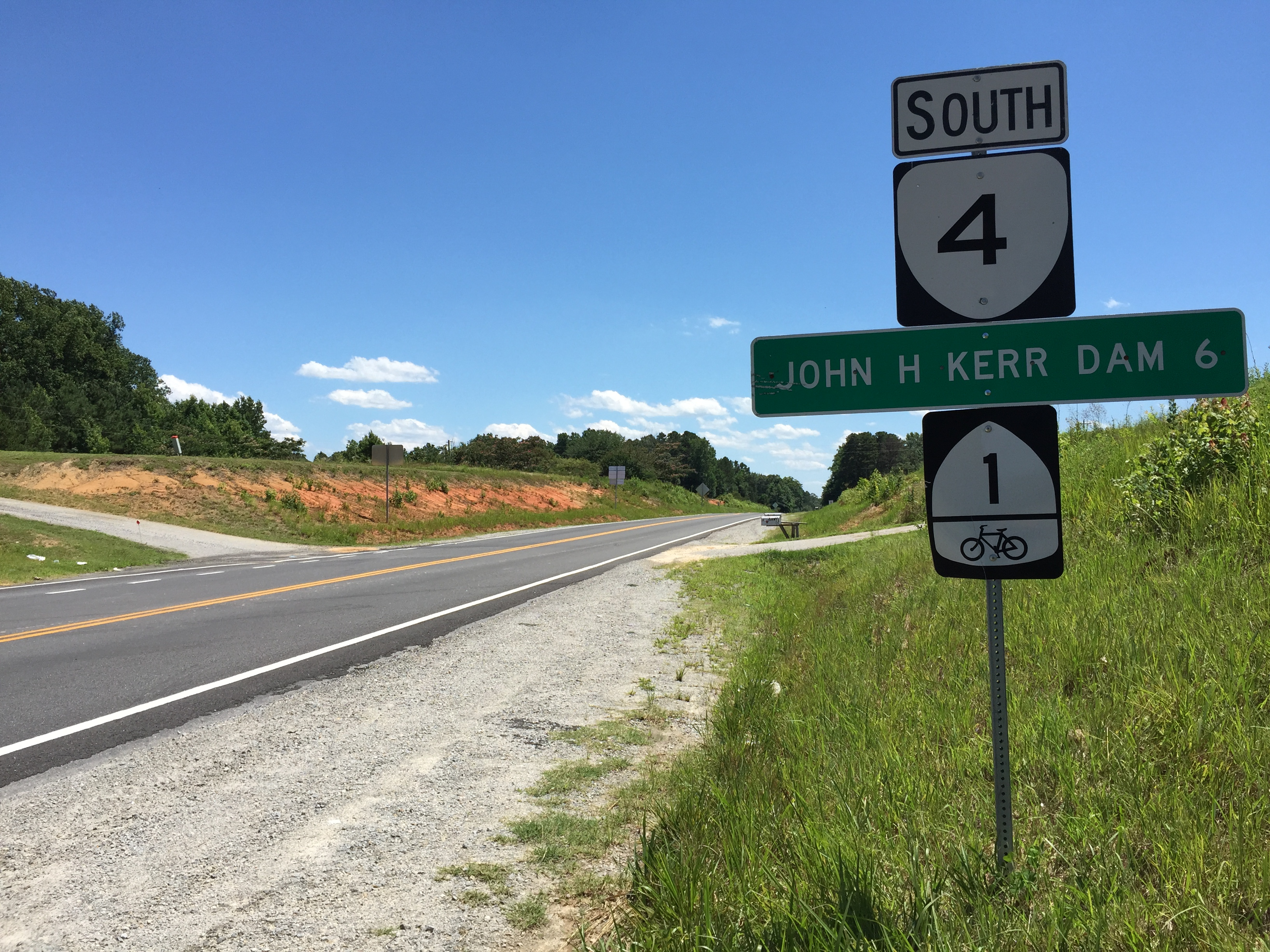
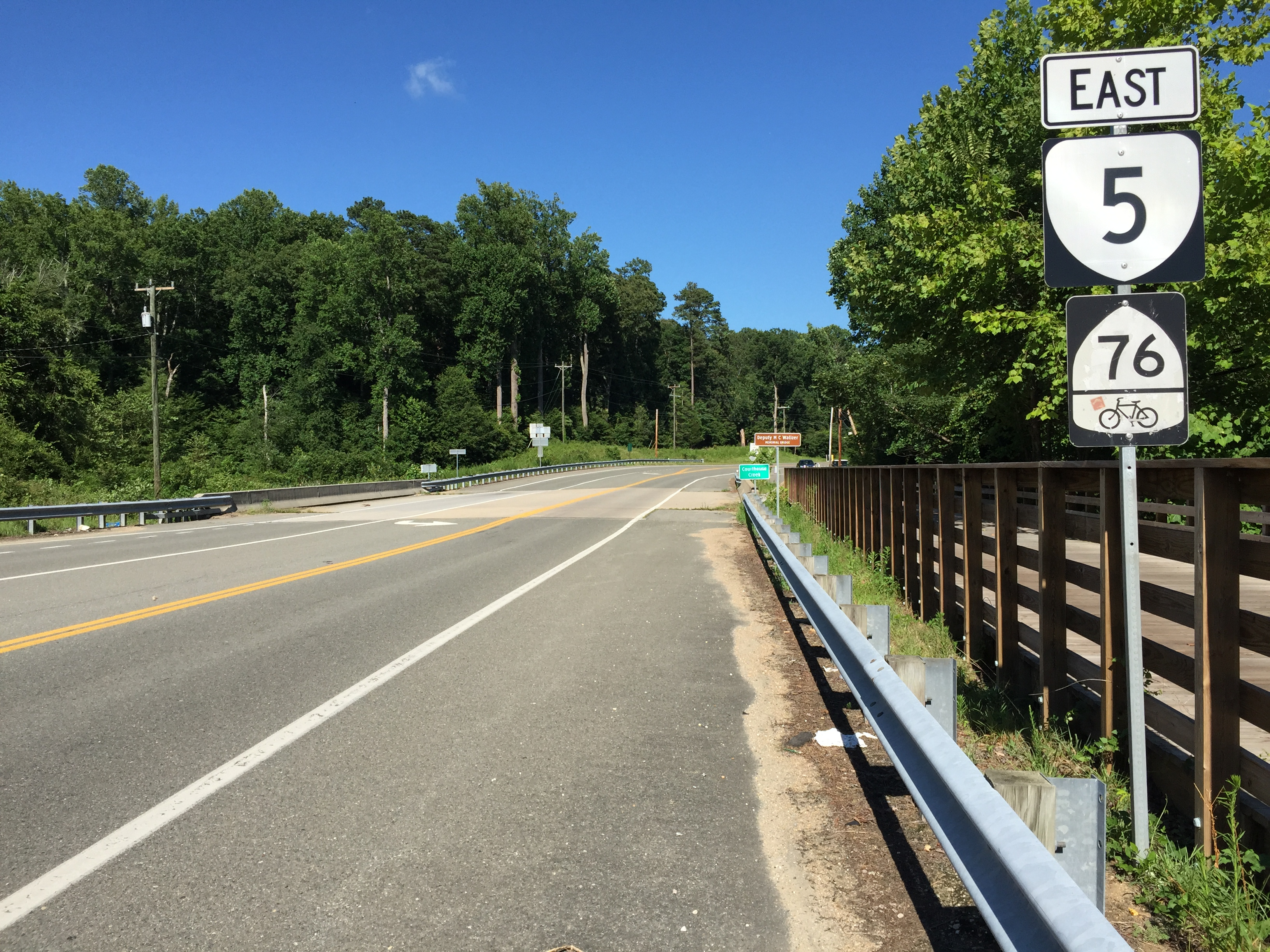
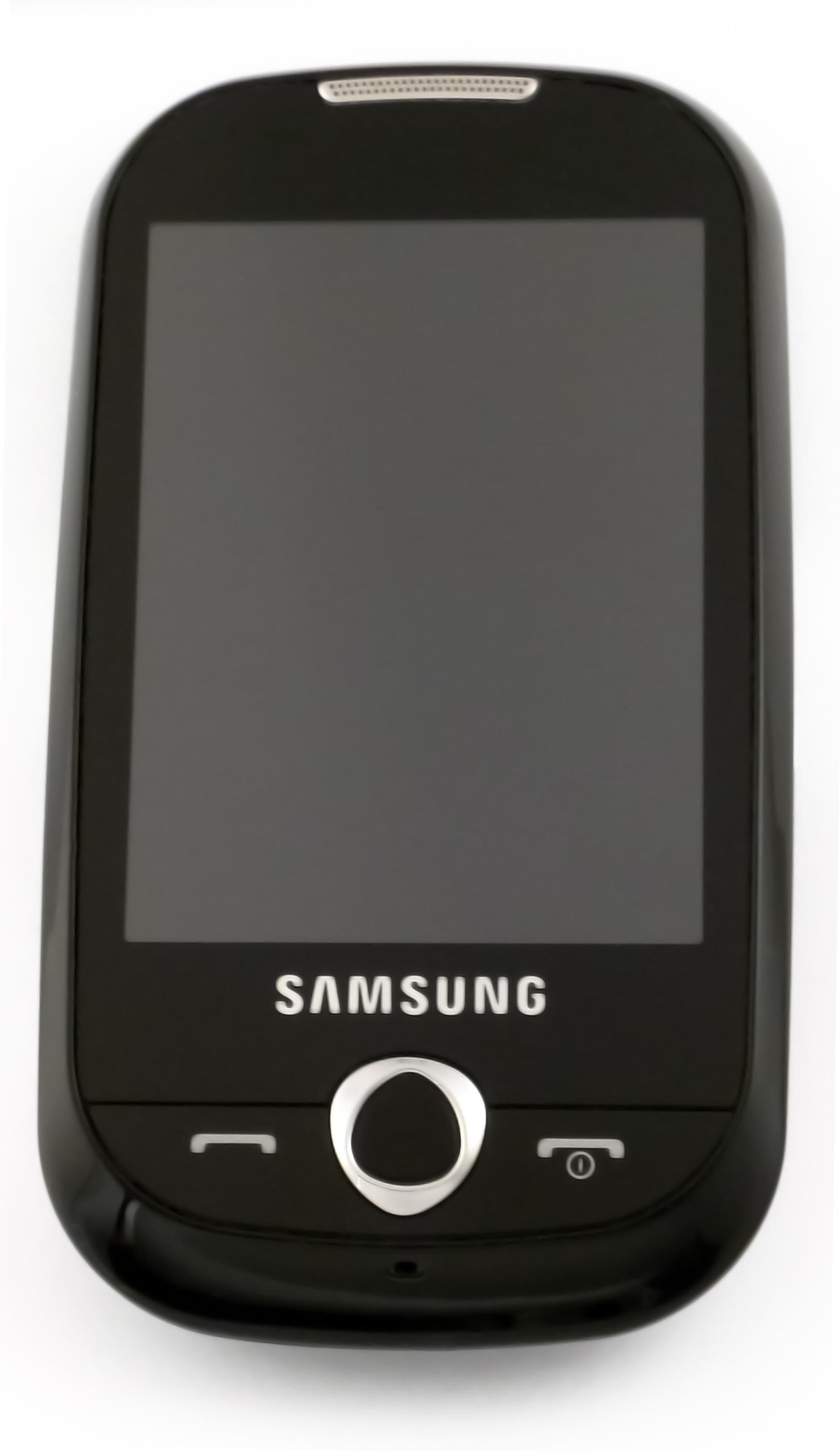
Samsung Corby
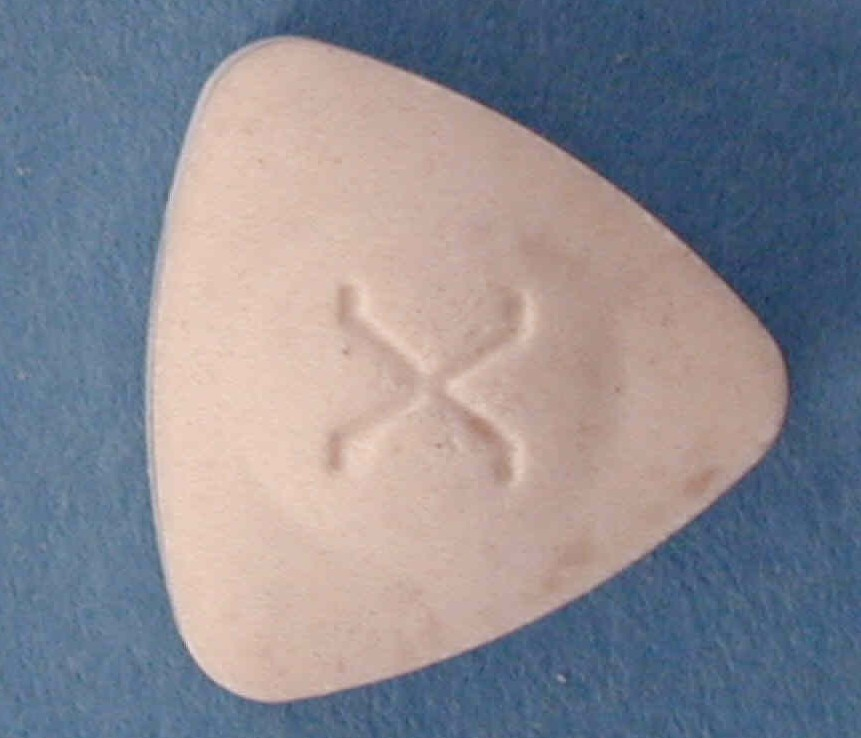
Таблетка экстази

## Треугольник Рёло в искусстве

### Архитектура
Форма треугольника Рёло используется и в архитектурных целях. Конструкция из двух его дуг образует характерную для готического стиля стрельчатую арку, однако целиком он встречается в готических сооружениях довольно редко. Окна в форме треугольника Рёло можно обнаружить в церкви Богоматери в Брюгге, а также в шотландской церкви в Аделаиде. Как элемент орнамента он встречается на оконных решётках цистерцианского аббатства в швейцарской коммуне Отрив.
Треугольник Рёло используют и в архитектуре, не принадлежащей к готическому стилю. Например, построенная в 2006 году в Кёльне 103-метровая башня под названием «Кёльнский треугольник» в сечении представляет собой именно эту фигуру.
|                                           |                                         |                                                |                                    |
| Окно церкви Богоматери в Брюгге           | Окно собора Святого Сальватора в Брюгге | Окно собора Парижской Богоматери               | «Кёльнский треугольник»            |
|                                           |                                         |                                                |                                    |
| Окно церкви Святого Михаила в Люксембурге | Окно церкви Богоматери в Брюгге         | Окно собора Святых Михаила и Гудулы в Брюсселе | Окно собора Святого Бавона в Генте |

### Форма и цвет

Треугольник Рёло в соответствиях И. Иттена

Согласно форкурсу Иоганнеса Иттена, в «идеальной» модели соответствий часть спектра каждого цвета пребывает в таковом — с формой (геометрической фигурой). Зелёный цвет является «производным»: результатом смешения прозрачно-синего и светло-жёлтого (без включения ахроматических), а поскольку в этой модели им соответствуют круг и правильный треугольник, именно фигура, называемая И. Иттеном сферическим треугольником, — треугольник Рёло, и соответствует зелёному.

## Вариации и обобщения

### Многоугольник Рёло

Семиугольник Рёло, построенный на неправильном звёздчатом семиугольнике

Лежащую в основе треугольника Рёло идею построения можно обобщить, используя для создания кривой постоянной ширины не равносторонний треугольник, а звёздчатый многоугольник, образованный отрезками прямых равной длины. Если из каждой вершины звёздчатого многоугольника провести дугу окружности, которая соединит две смежные ей вершины, то полученная замкнутая кривая постоянной ширины будет состоять из конечного числа дуг одного и того же радиуса. Такие кривые (а также ограничиваемые ими фигуры) называются многоугольниками Рёло.

Правильные многоугольники Рёло

Семейство многоугольников Рёло определённой ширины {\displaystyle a} образует всюду плотное подмножество во множестве всех кривых постоянной ширины {\displaystyle a} (с метрикой Хаусдорфа). Иными словами, с их помощью можно сколь угодно точно приблизить любую кривую постоянной ширины.
Среди многоугольников Рёло выделяют класс кривых, построенных на основе правильных звёздчатых многоугольников. Этот класс носит название правильных многоугольников Рёло. Все дуги, из которых составлен подобный многоугольник, имеют не только одинаковый радиус, но и одинаковую длину. Треугольник Рёло, например, является правильным. Среди всех многоугольников Рёло с фиксированным числом сторон и одинаковой шириной правильные многоугольники ограничивают наибольшую площадь.
Форма таких многоугольников используется в монетном деле: монеты ряда стран (в частности, 20 и 50 пенсов Великобритании) выполнены в виде правильного семиугольника Рёло. Существует изготовленный китайским офицером велосипед, колёса которого имеют форму правильных треугольника и пятиугольника Рёло.

### Трёхмерные аналоги

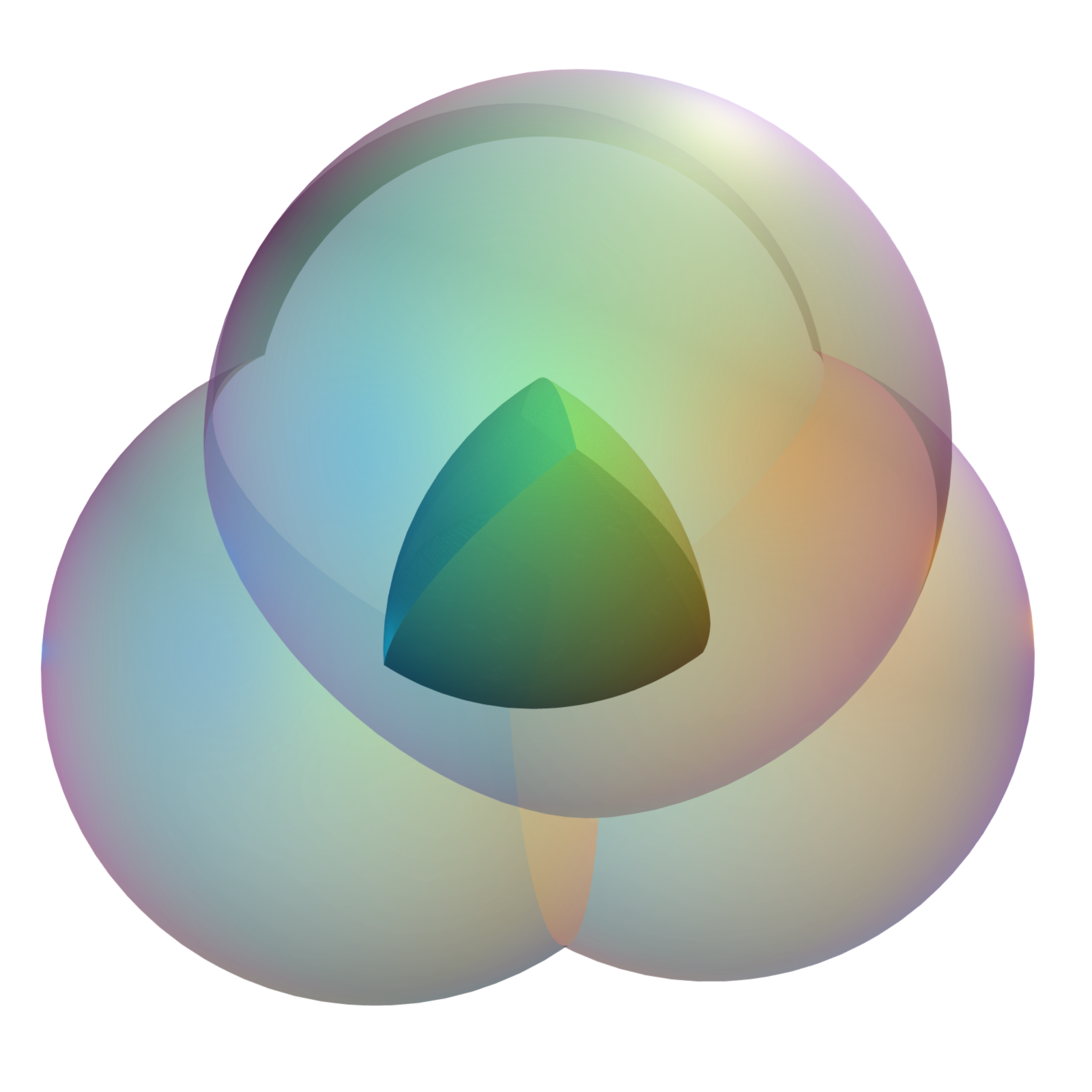
Тетраэдр Рёло

Трёхмерным аналогом треугольника Рёло как пересечения трёх кругов является тетраэдр Рёло — пересечение четырёх одинаковых шаров, центры которых расположены в вершинах правильного тетраэдра, а радиусы равны стороне этого тетраэдра. Однако тетраэдр Рёло не является телом постоянной ширины: расстояние между серединами противоположных граничных криволинейных рёбер, соединяющих его вершины, в
{\displaystyle {\sqrt {3}}-{\frac {\sqrt {2}}{2}}=1{,}02494\ldots }
раз больше, чем ребро исходного правильного тетраэдра.
Тем не менее, тетраэдр Рёло можно видоизменить так, чтобы получившееся тело оказалось телом постоянной ширины. Для этого в каждой из трёх пар противоположных криволинейных рёбер одно ребро определённым образом «сглаживается». Получающиеся таким способом два различных тела (три ребра, на которых происходят замены, могут быть взяты либо исходящими из одной вершины, либо образующими треугольник) называются телами Мейсснера, или тетраэдрами Мейсснера. Сформулированная Томми Боннесеном и Вернером Фенхелем в 1934 году гипотеза утверждает, что именно эти тела минимизируют объём среди всех тел заданной постоянной ширины, однако (по состоянию на 2011 год) эта гипотеза не доказана.
Наконец, тело вращения, получаемое при вращении треугольника Рёло вокруг одной из его осей симметрии второго порядка, — тело постоянной ширины. Оно имеет наименьший объём среди всех тел вращения постоянной ширины.

## Комментарии
1. ↑  Встречаются и другие варианты транскрипции фамилии Reuleaux. Например, И. М. Яглом и В. Г. Болтянский в книге «Выпуклые фигуры» называют его «треугольником Релло».
2. ↑  Опорная прямая проходит через одну точку границы фигуры, не разделяя при этом фигуру на части.
3. 1 2  Центр треугольника Рёло — это точка пересечения всех медиан, биссектрис и высот его правильного треугольника.
4. ↑  Для треугольника Рёло эта окружность совпадает с одной из трёх окружностей, которые образуют его границу.
5. ↑  Это утверждение следует из совокупности двух теорем — классической изопериметрической задачи Дидоны и теоремы Барбье.
6. ↑  Это свойство вполне характеризует фигуры постоянной ширины. Иначе говоря, любая фигура, вокруг которой можно «вращать» описанный квадрат, будет фигурой постоянной ширины.
7. ↑  В оригинале — «We have all heard about left-handed monkey wrenches, fur-lined bathtubs, cast-iron bananas. We have all classed these things with the ridiculous and refused to believe that anything like that could ever happen, and right then along comes a tool that drills square holes!»
8. ↑  Иначе говоря, равны центральные углы этих дуг.

### На русском языке
- Радемахер Г., Тёплиц О. Кривые постоянной ширины // Числа и фигуры. Опыты математического мышления / Пер. с нем. В. И. Контовта. — М.: Физматгиз, 1962. — С. 195—211. — 263 с. — («Библиотека математического кружка», выпуск 10). — 40 000 экз.
- Яглом И. М., Болтянский В. Г. Фигуры постоянной ширины // Выпуклые фигуры. — М.—Л.: ГТТИ, 1951. — С. 90—105. — 343 с. — («Библиотека математического кружка», выпуск 4). — 25 000 экз.

### На английском языке
- Eggleston H. G. Sets of Constant Width // Convexity. — London: Cambridge University Press, 1958. — P. 122—131. — 136 p. — (Cambridge Tracts in Mathematics and Mathematical Physics, Vol. 47). — ISBN 0-5210-7734-6.
- Gardner M. Curves of Constant Width // The Unexpected Hanging and Other Mathematical Diversions. — Chicago; London: University of Chicago Press, 1991. — P. 212—221. — 264 p. — ISBN 978-0-2262-8256-5.
- Gleißner W., Zeitler H. The Reuleaux Triangle and Its Center of Mass // Results in Mathematics. — 2000. — Vol. 37, № 3—4. — P. 335—344. — ISSN 1422-6383. Архивировано 4 декабря 2007 года.
- Moon F. C. Curves of Constant Breadth // The Machines of Leonardo Da Vinci and Franz Reuleaux: Kinematics of Machines from the Renaissance to the 20th Century. — Dordrecht: Springer, 2007. — P. 239—241. — 451 p. — (History of Mechanism and Machine Science, Vol. 2). — ISBN 978-1-4020-5598-0.
- Peterson I. Rolling with Reuleaux // Mathematical Treks: From Surreal Numbers to Magic Circles. — Washington D.C.: Mathematical Association of America, 2002. — P. 141—144. — 180 p. — (Spectrum Series). — ISBN 0-8838-5537-2.
- Reuleaux F. Pairs of Elements // The Kinematics of Machinery. Outlines of a Theory of Machines / Tr. and ed. by Alexander B. W. Kennedy[англ.]. — London: Macmillan and Co, 1876. — P. 86—168. — 622 p.
- Smith S. Drilling Square Holes // Mathematics Teacher. — Reston: National Council of Teachers of Mathematics, 1993. — Vol. 86, № 7. — P. 579—583. — ISSN 0025-5769. Архивировано 4 апреля 2005 года.